# Montecarlo
|  | Per a altres significats, vegeu «Monte Carlo». |

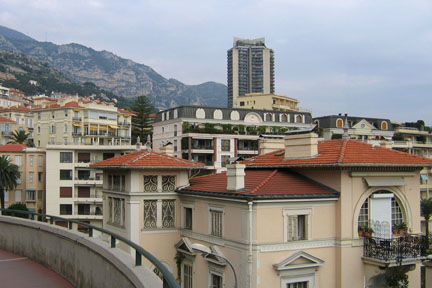
Montcarles

Montecarlo (italià: Monte Carlo, en monegasc: Munte-Carlu, en occità: Montcarles) és un dels tres barris de Mònaco, i un dels més selectes, sovint concebut de forma errònia com la capital de l'estat, encara que formalment no en té cap (Mònaco és una ciutat estat). Montcarles és coneguda pels seus casinos, pel joc, pel glamur i per la presència de gent famosa. La població permanent (estimada el 1990) és de 30.000 habitants. El barri de Montcarles inclou no solament la zona on hi ha el casino, sinó també els veïnats de Sant Miquèl, la Rossa e Sant Roman, i la comunitat costanera de Larvot e Bas Molins.
Montecarlo és la seu de la major part del Circuit de Mònaco, on té lloc el Gran Premi de Mònaco de la Fórmula 1; també és la seu del campionat mundial de boxa, dels Masters de Montecarlo, pasarel·les de moda i altres espectacles. Montcarles ha estat visitat per les reialeses així com estrelles del cinema durant dècades. El barri de Montecarlo estava connectat amb la línia de tramvies Tramvia de Niça i del Litoral del 1900 al 1953, que connectava parts de Mònaco.

## Història

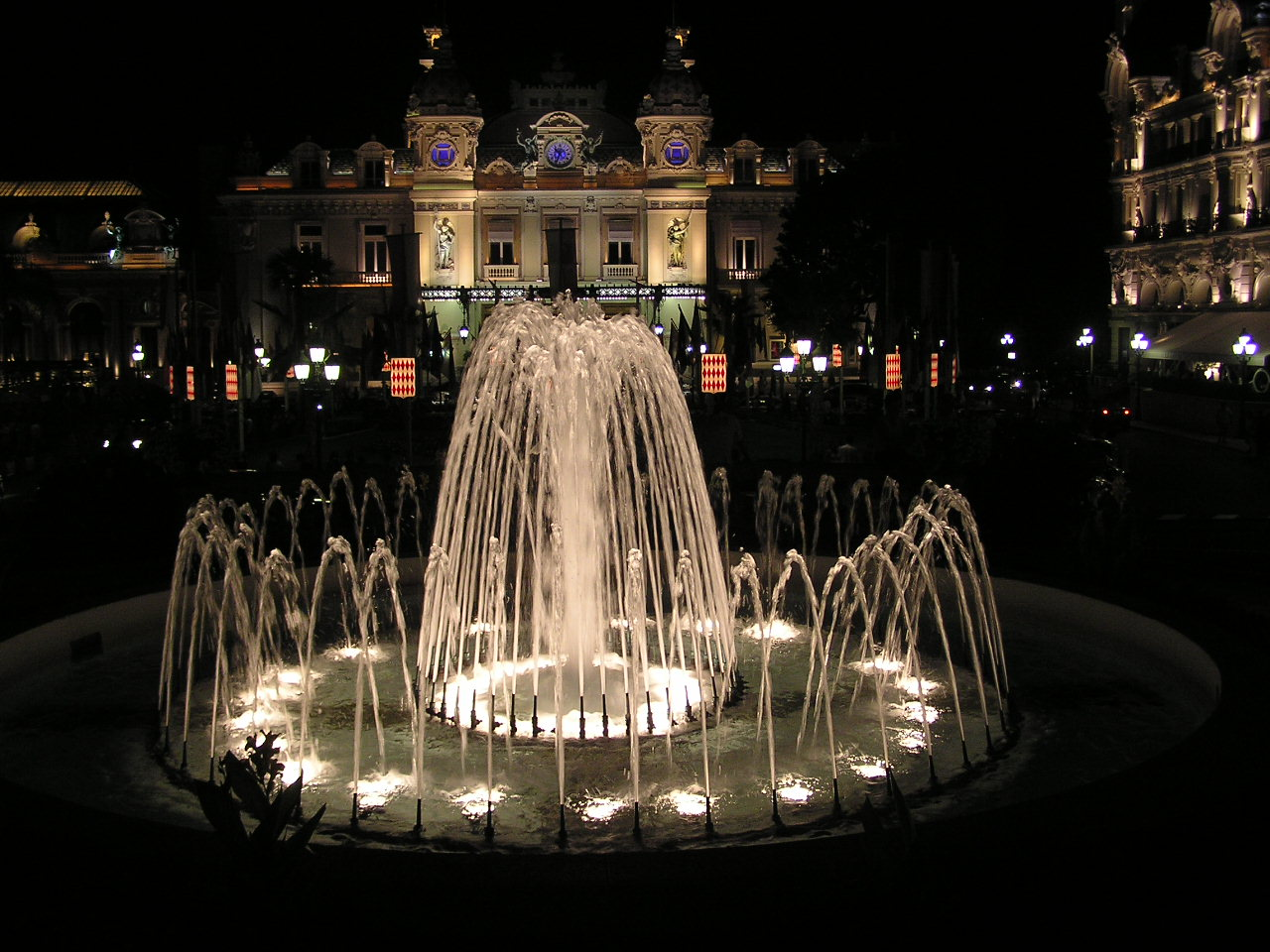
Vista nocturna del Casino amb una font al davant

Fundada el 1866, Montcarles té un nom d'origen italià. Va rebre aquest nom en honor del príncep regnant de l'època, Carles III de Mònaco.
En la dècada de 1850 la família regnant de Mònaco estava gairebé en fallida, a conseqüència de la pèrdua de dues ciutats, que proporcionaven la major part dels ingressos del Principat amb el seu cultius de llimona, taronja i oli d'oliva. En aquesta època una sèrie de petites ciutats a Europa estaven creixent en prosperitat amb establiments de joc, especialment en ciutats com les alemanyes de Baden-Baden i Homburg. El 1856, Carles III de Mònaco va donar una concessió a Napoleó Langlois i Albert Aubert per establir una instal·lació de banys de mar per al tractament de diverses malalties i va construir un casino d'estil alemany a Mònaco.
No obstant això, el primer casino que havia estat inaugurat a "La Condamine" el 1862 no va tenir l'èxit esperat i, posteriorment, se'n va traslladar la ubicació en diverses ocasions en els anys següents a la seva actual ubicació a la zona anomenada "Les Spélugues" (Les Esplugues o Coves) a Montecarlo. L'èxit del casino va créixer lentament, a causa de la inaccessibilitat de l'àrea per a gran part d'Europa. La instal·lació del ferrocarril el 1868, però, va comportar una major afluència de gent a Montecarlo cosa que li va comportar un creixement econòmic.
El 1911, la Constitució va dividir el principat de Mònaco en 3 municipis; el municipi de Montecarlo va ser creat per l'actual barri de La Rousse/Sant Roman, Larvotto/Bas Moulins i Saint Michel. El 1917, es va tornar a una divisió única per a tot el principat. Avui, però, Mònaco es divideix en 11 barris o districtes.
El barri de Montecarlo va ser connectat per tramvies que unien diverses parts de Mònaco, des del 1900 fins al 1953. El 2003, un nou moll de creuers es va acabar al port de Montecarlo.